# Hornslanger
Hornslanger (Cerastes) er en slægt af små, giftige slanger i familien Viperidae (hugorme), der findes i ørkenerne og halvørkenerne i det nordlige Nordafrika, Den Arabiske Halvø og Iran. Tre arter er i øjeblikket ganerkendt af ITIS, og yderligere en nyligt beskrevet art er anerkendt af Reptile Database.

## Beskrivelse
Hornslanger er små slanger med en gennemsnitlig totallængde (krop + hale) på mindre end 50 cm, men er relativt kraftige af udseende. Hovedet er bredt, fladt og adskilt fra halsen. Hovedet er dækket med knoldede skæl, som der normalt er 15 eller flere af på tværs, og der kan være et horn over hvert øje hos nogle arter. Snuden er kort og bred, og øjnene, som sidder langt fremme, er små til moderate i størrelse. Kroppen er kort, kraftig og cylindrisk nedtrykt. Halen er kort og ender i en spids kort efter kloakåbningen. Rygskællene er små, kølede, i 23-35 rækker midt på kroppen, hvor kølene i den skrå laterale række er savtakkede.
Trods navnet hornslanger er det kun de to større arter, C. cerastes og C. gasperettii, der er har horn, og selv disse har dem ikke altid. Individer med og uden horn forekommer inden for samme population og endda inden for samme kuld. Når det er til stede, består hvert horn af en enkelt lang, tornlignende skæl, der kan foldes tilbage i en fordybning i skællet bag øjet. De foldes tilbage som reaktion på direkte stimulering, hvilket strømliner hovedet og letter passagen gennem huler. Horn forekommer oftere hos individer fra sandørkener i modsætning til stenørkener. Eksemplarer uden horn har i stedet en fremtrædende pandekant.
Formålet med hornene er genstand for mange spekulationer. En teori er, at de muliggør en ophobning af sand over øjnene, mens de holder det ude af selve øjnene. En anden, nyere teori er, at hornene simpelthen tjener til at bryde hovedets konturer, hvilket gør dem sværere at øje på for byttedyr.
Hos arten C. boehmei er hornene erstattet af skæl, der sidder som små totter over øjnene, mens den sidste art, C. vipera, mangler både horn og skæltotter.

## Geografisk udbredelse
De findes i Nordafrika mod øst gennem Arabien og Iran. Mallow et al. (2003) beskriver slægten som værende begrænset til ørkenerne i Nordafrika og det sydvestlige Asien, hvor Negev-ørkenen fungerer som en filterzone mellem de tre arter, der er nævnt i tabellen nedenfor.

## Levested
Ørken og halvørken.

## Adfærd
Denne slægt er nataktiv og landlevende (ikke kendt for at klatre op i buske) og gemmer sig ofte ved at grave sig ned i sandet. Selvom de ofte beskrives som langsomme, er disse slanger også i stand til at sno sig sidelæns. Når de gør det, kan de bevæge sig hurtigt hen over sandet.
Hornslange-arterne er ikke kendt for at være særligt iltre ("temmelig fredelige"), men når de trues, vil de ofte blive hvor de er, og danne C-formede vindinger, der gnides mod hinanden for at frembringe en raspende eller knitrende lyd, der ligner en efans lyd. Dette kaldes stridulation. Hvis de bliver provokeret nok, vil de hugge fra denne stilling.
Disse slanger er i stand til at "synke" hurtigt ned i løst sand ved at bruge deres kølede, vinklede og savtakkede sideskæl i en vuggende bevægelse. Denne proces begynder ved halen og bevæger sig fremad, indtil hele hovedet er begravet, og kun øjnene og næseborene er blottede. De kan begrave sig selv på denne måde, uanset om de er i en udstrakt eller en oprullet stilling. Se video.

## Ædeadfærd og kost
De er rovdyr som angriber fra baghold idet de ligger begravet i sandet og venter på, at byttet kommer forbi. Deres kost består hovedsageligt af gnavere, fugle og firben.

## Reproduktion
Alle arterne lægger æg. Men C. vipera og C. boehmei er ovovivipare, hvilket betyder, at æggene er færdigudviklede når de lægges, så ungerne kun er omgivet af en hinde, som de gennembryder inden for få timer. Det kendes ikke fra andre afrikanske slanger som enten lægger æg, der klækkes uger senere, eller føder levende unger.

## Arter
| Art            | Autor                    | Geografisk udbredelse |
| -------------- | ------------------------ | --- |
| C. cerastes    | (Linnaeus, 1758)         | Tørre områder i Nordafrika (Marokko, Vestsahara, Mauretanien og Mali, østpå gennem Algeriet, Tunesien, Niger, Libyen og Tchad til Egypten, Sudan, Etiopien og Somalia) gennem Sinai til til den nordlige del af Negev i Israel. På Den Arabiske Halvø findes den i Yemen og det sydvestligste Saudi-Arabien. |
| C. gasperettii | Leviton & Anderson, 1967 | Fundet på Den Arabiske Halvø, især Najd-regionen og al-Hasa |
| C. vipera      | (Linnaeus, 1758)         | Tørre områder i Nordafrika: Mauretanien, Vestsahara, Marokko, Algeriet, Mali, Tunesien, Libyen, Niger, Tchad og Egypten. Sinai-halvøen: Egypten og Israel. |

1. ↑  Typeart

 Ud over de tre ovennævnte arter, der anerkendes af "ITIS", anerkender Reptile Database også Cerastes boehmei Wagner & Wilms, 2010.

## Taksonomi
Selvom det ser ud til, at Laurenti ændrede mening i 1768 og besluttede at navngive denne slægt Aspis, i stedet for Cerastes, som han havde gjort tidligere, blev dette afvist. Den Internationale Kommission for Zoologisk Nomenklatur (ICZN) placerede senere navnet Cerastes på den officielle liste over slægtsnavne inden for zoologi (navn nr. 1539), mens navnet Aspis blev placeret på det officielle indeks over ugyldige slægtsnavne inden for zoologi (navn nr. 1630). 